# Херман Мюлер (политик)
Херман Мюлер (на немски: Herman Müller, 18 май 1876 - 20 март 1931) е германски социалдемократ, който служи като министър на външните работи (1919-1920) и два пъти като канцлер на Германия (1920, 1928-1930) по времето на Ваймарската република. Като министър на външните работи той е един от немците, подписали Версайския договор през 1919.

## Биография
Бащата на Мюлер е производител на шампанско. Той починал през 1892 г. През 1902 г. Херман се жени за Фрийда Токус. Те имат една дъщеря Ана-Мария през 1905 г., но Токус умира няколко седмици след това вследствие на усложнения при раждането. Мюлер отново се жени през 1909 г., а на следващата година се ражда дъщеря му Ерика.
Докато е канцлер през 1920 г., той взима участие в расистките оплаквания за използването на сенегалски войски в окупацията на Франкфурт на Майн от французите.
Второто му правителство е последното правителство във Ваймарската република, което притежава мнозинство в Райхстага, но неговата „Велика коалиция“ се разпада като резултат на диспутите между социалдемократи и Германската народна партия относно проблеми с бюджета, появили се поради Великата депресия. Мюлер е несъгласен и оспорва решението на своята партия да напусне правителството, но неговите доводи са отхвърлени. Неговата смърт през 1931 г., последвала след операция на жлъчния мехур, се смята за голямо неочаквано нещастие за социалдемократите. Погребан е в централното гробище Фрийдрихсфелде.